# Jean Moréas
Ioannis Papadiamantopoulos, conocido como Jean Moréas (Atenas, 15 de abril de 1856-París, 30 de abril de 1910), fue un poeta simbolista griego de expresión francesa, ensayista y crítico de arte. 

## Biografía
Hijo de un jurisconsulto griego, en 1882 se estableció definitivamente en la capital francesa. En los prólogos de sus primeras obras poéticas (El mar de las sirtes, 1884; Las cantilenas, 1886) reclama para sí el título de simbolista (fue el propio Moréas quien, en 1886, lanzó el manifiesto del Simbolismo), aunque posteriormente se separó de aquel grupo para fundar la Escuela Románica (Le pèlerin passionné, 1891-1893; Sylves, 1895). Renunció al empleo del verso libre y compuso luego Las estancias, obra clásica, de la que aparecieron seis libros entre 1899 y 1901 y el séptimo y último en 1920. Al mismo periodo clasicista corresponde Ifigenia en Áulide (1903), inspirada en la obra de Eurípides. Es autor también de dos novelas escritas en colaboración con Paul Adam y de dos volúmenes de narraciones breves.